# Краснянка (Тывровский район)
Красня́нка (укр. Краснянка) — село на Украине, находится в Тывровском районе Винницкой области.
Код КОАТУУ — 0524583401. Население по переписи 2001 года составляет 276 человек. Почтовый индекс — 23343. Телефонный код — 4355.
Занимает площадь 0,1 км².

## Адрес местного совета
23343, Винницкая область, Тывровский р-н, с. Краснянка, ул. Мира, 20